# Veronika Hürlimann
Veronika Hürlimann (Markdorf, 25 september 1891 - Zug, 10 december 1975) was een Zwitserse cinema-onderneemster.

## Biografie
Veronika Hürlimann was een dochter van Friedrich Schweikher en van Anna Bär. Na het overlijden van haar ouders vestigde ze zich op 14-jarige leeftijd bij haar tante in Richterswil. Daar ontmoette ze haar latere echtgenoot Albert Maximilian Hürlimann, die in 1925 overleed.
Hürlimann geraakte gefascineerd door de wereld van de film en ze maakte plannen om een cinema te openen in Baden. Dit project kwam echter niet van de grond, waarna ze besloot om een cinema te openen in een streek waar er nog geen cinema bestond. Zo opende ze in 1923 in Zug de Gotthardcinema. Bij het begin van haar professionele carrière diende ze verscheidene moeilijkheden te overwinnen als zijnde jonge weduwe en zakenvrouw, wat ongewoon was in haar tijd, die bovendien actief was in een sector die in die tijd nog een slechte reputatie had. Daarbovenop werden films geregeld gecensureerd door de autoriteiten en waren banken weigerachtig om haar leningen toe te kennen.
In de jaren 1940 en 1950 opende ze nog verscheidene filmzalen en vervoegde haar zoon Albert de onderneming. Ze was tot aan haar dood dagelijks bezig met haar werk. Ze stierf in december 1975 nadat ze kerstkaarten had uitgedeeld aan haar personneel.